# 约翰·巴斯克斯
约翰·巴斯克斯（西班牙語：Johan Vásquez，1998年10月22日—），墨西哥男子足球运动员，司职后卫。他曾代表墨西哥国奥队参加2020年夏季奥林匹克运动会足球比赛，获得一枚铜牌。